# 家城城
家城城（いえきじょう）は、三重県津市にあった日本の城（山城）。

## 概要
北畠家の家臣であり、槍の名手である家城主水頭が居城していた。
城主の家城氏は、北畠氏の当初からの、有力家臣であったといわれる。
城跡は南家城東部の丘陵頂部（標高140m）全体にある。北側の麓から頂部までは200m離れ、東側には頭（こうべ）ヶ谷という名の谷が入り、西側にも広い谷が入っている。麓から頂部までの比高は80mあり眺めはよい。最高所の壇状地を主郭とし、堀切と土塁を挟んで、北東側先端部には長方形の郭が造られており、南側尾根には堀切がある。

## 所在地
三重県津市白山町南家城字上広

## 周辺
- 榊原温泉
- 四季の里

## アクセス
- 伊勢自動車道久居インターチェンジより、南西へ約18km。
- 近鉄榊原温泉口駅より、南へ約8km。